# 來煦
來煦，字熙斋，号桂堂，又号春农，浙江省蕭山縣（今杭州市蕭山區）人。清朝翰林。

## 生平
來煦為道光二十三年（1843年）癸卯科舉人，道光二十七年（1847年）丁未科二甲第八十七名進士。選翰林院庶吉士，未散館。